# Równina Legnicka
Równina Legnicka – mezoregion fizycznogeograficzny (317.77) obejmujący szerokie, płaskodenne doliny dolnej Kaczawy i jej dopływów: Czarnej Wody, Skorej i Nysy Szalonej, łącznie 340 km². Od północy graniczy z Wysoczyzną Lubińską, od wschodu z Pradoliną Wrocławską, od południowego wschodu z Równiną Wrocławską (Wysoczyzną Średzką) i Przedgórzem Sudeckim (Wzgórzami Strzegomskimi), od południa z Równiną Chojnowską i od zachodu z Borami Dolnośląskimi.
Na glebach madowych występują pola uprawne, a w miejscach bardziej wilgotnych łąki. Głównym ośrodkiem jest Legnica (ok. 108 tys. mieszkańców), w średniowieczu gród kasztelański, największy na Śląsku po Wrocławiu ośrodek handlu i rzemiosła, obecnie znaczny ośrodek przemysłu z hutą miedzi i ważny węzeł kolejowy. W strukturze Równiny Legnickiej wyodrębniają się dolina Czarnej Wody i dolina dolnej Kaczawy, a także antropogeniczny mikroregion Legnicy.